# Hotel „Palace”
Hotel „Palace” – wybudowany w 1930 modernistyczny hotel, mieszczący się w Zakopanem przy ul. Chałubińskiego 7.

## Historia
W czasie II wojny światowej przemianowany został na siedzibę Gestapo. W piwnicach urządzono więzienie, a na parterze sale przesłuchań. Ze względu na okrutne tortury stosowane w czasie przesłuchań został nazwany „Katownią Podhala”.
Jesienią 1946 roku odbył się w „Palace” proces przywódców Goralenvolku.
Po wojnie, pomiędzy 1948-1949, w „Palace” mieściło się sanatorium przeciwgruźlicze imienia dr Jerzego Gromkowskiego. Następnie, aż do 1978 roku było tu sanatorium przeciwgruźlicze Związku Bojowników o Wolność i Demokrację. Po nim budynek użytkowany był jako żłobek miejski, a następnie przeszedł w ręce prywatne. Piwnice zostały przebudowane i znaczna liczba napisów wydrapanych na ścianach cel przez więźniów, zamalowana. W latach 1992–1999 w budynku działało Społeczne Liceum Ogólnokształcące. W lipcu 1999 roku rozpoczęto remont budynku z zamiarem urządzenia w nim pensjonatu. Zniszczeniu uległy: cela nr 1, podłoga w celi nr 3, kajdany którymi przykuwano więźniów do ścian. Zdewastowano oryginalne napisy i ślady krwi na ścianach piwnic. 
W 2000 roku budynek został przez Małopolskiego Konserwatora Zabytków wpisany do rejestru zabytków województwa małopolskiego pod numerem A–738.  
W 2001 roku w budynku powstał ośrodek sportowo-rehabilitacyjno-szkoleniowy firmy Stopex, który zaadaptował na swoje potrzeby część dawnych cel w których otwarto m.in. odnowę biologiczną. 
W 2000 roku rozpoczęto prace w pomieszczeniach przyziemia przystosowując je do utworzenia w nich Izby Pamięci.  
W grudniu 2017 roku budynek został wykupiony przez gminę za kwotę 11,5 mln złotych. 13 grudnia 2021 roku budynek odkupiło Muzeum Tatrzańskie płacąc 3/4 jego wartości, a pozostałą część otrzymując w formie darowizny. 
Na realizację projektu utworzenia w budynku muzeum Muzeum Tatrzańskie otrzymało prawie 12 mln zł z funduszy unijnych, ze środków Regionalnego Programu Operacyjnego Województwa Małopolskiego na lata 2014 – 2020 w ramach Osi Priorytetowej 6. Dziedzictwo regionalne i 4 mln ze środków Województwa Małopolskiego. 
Remont budynku rozpoczęto w 2022 roku.  
8 marca 2024 roku zostało otwarte Muzeum Walki i Męczeństwa „Palace” w Zakopanem. Muzeum otwarte jest we wtorki i czwartki w godzinach 16:00–17:00. 